# Залізничний транспорт Чехії

Схема Чеської залізниці

Залізничний транспорт в Чехії перевіз 162.906 млн пасажирів та 68.37 млн тонн вантажів у 2009 році. Більшість послуг з перевезення пасажирів сьогодні виконуються державною компанією České dráhy (Чеська залізниця), яка до 2007 року також виконувала вантажні перевезення, що зараз обслуговуються ČD Cargo. 2009 року налічувалось 9,420 км колії європейської ширини, 3,153 км з яких було електрифіковано. Мережа залізниці має сполучення колією європейської ширини з усіма чотирма країнами, з якими межує Чехія (Словаччина, Австрія, Німеччина та Польща), та з якими налагоджене пасажирське сполучення. Головні вузли для міжнародних перевезень розташовані в Празі, Остраві, Брно та Бржецлаві. Найзавантаженішою станцією (за кількістю пасажирів) є Головний вокзал Праги.

## Історія
Історія залізничного транспорту на території сучасної Чехії пов'язана з часами Австро-Угорської імперії. Перша конка (залізниця з кінною тягою) в Європі, між Чеським Будейовіце та Лінцом (сучасна Австрія), розпочала перевезення у 1832 році, а перша залізниця з локомотивною тягою від Відня до Бржецлава була відкрита сімома роками пізніше. Протягом наступних років 19го століття мережа залізниць в усій Європі стрімко зростала, і після Першої Світової війни та проголошення незалежності Чехословаччини, була заснована компанія Československé státní dráhy (Чехословацька державна залізниця). З 1948 року до Оксамитової революції перетин кордону з Австрією та Федеративною Республікою Німеччини були під суворим контролем. Після повалення комунізму мережа залізниць була повторно відкрита для Західної Європи; перші потяги EuroCity почали курсувати в межах Чехословаччини в 1991 році. У 21-му ст. мережа була значно модернізована, а також було розпочате використання нового рухомого складу (як наприклад Class 680 «pendolino»).

## Перевезення
Компанія Správa železniční dopravní cesty (SŽDC; Адміністрація залізничної інфраструктури) займається обслуговуванням інфраструктури. У 2010 чеський уряд запропонував об'єднати SŽDC та České dráhy в єдину компанію. 2011 року RegioJet, дочірня компанія Student Agency, стала першою компанією, що активно почала конкурувати з České dráhy, запустивши маршрут в напрямку між Прагою та Гавіржовом. Інші приватні компанії володіють ексклюзивними правами на перевезення по окремим маршрутам. Чехія є членом International Union of Railways (IUC; Міжнародний союз залізниць) та має код країни 54.

## Залізничне сполучення з прилеглими країнами
- Австрія — зміна вольтажу контактної мережі 25 кВ змінного струму/15 кВ змінного струму
- Німеччина — зміна вольтажу контактної мережі 3 кВ постійного струму/15 кВ змінного струму
- Польща — той самий вольтаж контактної мережі 3 кВ постійного струму
- Словаччина — той самий вольтаж контактної мережі 3 кВ постійного струму (північ) та 25 кВ змінного струму (південь)

|  |